# Сан-Педро-Берсіанос
Сан-Педро-Берсіанос (ісп. San Pedro Bercianos) — муніципалітет в Іспанії, у складі автономної спільноти Кастилія-і-Леон, у провінції Леон. Населення — 292 особи (2010).
Муніципалітет розташований на відстані близько 280 км на північний захід від Мадрида, 26 км на південний захід від Леона.
На території муніципалітету розташовані такі населені пункти: (дані про населення за 2010 рік)
- Ла-Мата-дель-Парамо: 141 особа
- Сан-Педро-Берсіанос: 151 особа

## Демографія
Динаміка населення (INE ):